# دوبروفيتسيا
دوبروفيتسيا (Дубровиця) هي مدينة في مقاطعة سفيردلوفسك في أوكرانيا.
يبلغ عدد سكانها حوالي 9396 نسمة.

## أعلام
- جورج تشارباك